# Ranč Skinwalker

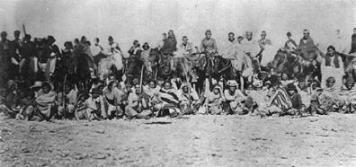
Zajatí Navahové během indiánských válek

Ranč Skinwalker (anglicky Skinwalker Ranch), také známý podle posledního bývalého vlastníka Terryho Shermana jako Shermanův ranč (anglicky Sherman Ranch), je přibližně 2 km² velký pozemek rozléhající se v okrese Uintah County v Utahu. Název ranče je odvozen od anglického pojmenování pro navažského čaroděje — skinwalkera, který podle indiánské legendy disponuje schopností na sebe brát zvířecí podobu. Místo se stalo veřejně známým kvůli paranormálním jevům a nehodám, které zde proběhly. Vzhledem k tomu, že se abnormality v oblasti údajně nepodařilo doposud zcela racionálně objasnit, tak mnozí zastávají názor, že za nimi stojí právě skinwalkerové, UFO či jiná nadpřirozená síla.

## Původní obyvatelé
Před příchodem Evropanů na americký kontinent plochu, kde se ranč v nynější době rozléhá, obýval indiánský kmen Ute společně s kmenem Navahů, přičemž oba kmeny si nárokovaly oblast za svou a jejich ostré soužití bylo doprovázeno četnými spory, které mnohokrát vedly k násilí. Navahové masivně expandovali a z oblastí příslušníky druhého kmene vyháněli či zotročovali. Navahy potkal podobný osud, když na západ ve 40. letech 19. století začali pronikat Američané, kteří je roku 1864 z území definitivně vyhnali a nuceně přemístili do rezervace Fort Summer v Novém Mexiku. Tam žili v nevyhovujících podmínkách — v rezervaci byla znečištěná pitná voda a s tím rozšířené nemoci, v důsledku kterých se častokrát umíralo. Během těchto útrap v rezervaci se o mnohých členech kmene říkalo, že se proměnili ve skinwalkery, aby unikli hrůzným podmínkám. Po čtyřech letech vláda Spojených států připustila, že udělala chybu a dovolila se kmenu vrátit do jejich domoviny, která se již v této době nachází v oblasti označované jako Čtyři rohy (anglicky Four Corners).
Jakmile se Navahové vrátili zpátky, jejich podmínky se zlepšily, ale obávaní skinwalkeři, které obviňovali z útěku z rezervace, měli být stále mezi nimi a údajně přinášeli kmeni neštěstí. Členové kmene se tedy začali navzájem obviňovat z čarodějnictví a započal jakýsi „lov skinwalkerů“, který bývá označován jako Navajo Witch Purge. Pokud byl někdo považován za skinwalkera, členové kmenu ho usmrtili. O život mělo takhle přijít odhadem 40 domnělých čarodějů. Od jejich poprav si Indiáni slibovali navrácení harmonie a rovnováhy. Členové kmene Ute však věří, že ve skutečnosti Navahové čaroděje nezabíjeli, nýbrž je jako mstu posílali na jejich území v okolí, kde byl ranč později vybudován. Bytosti zde mají trýznit místní obyvatele a zvěř černou magií. Z tohoto důvodu se nikdo z Uteů v blízkosti ranče nepohybuje a drží se dál. Uteové skinwalkery popisovali jako vyšší tmavě ochlupené humanoidní postavy, které vynikaly svou rychlostí se pohybovat. Mají neobvykle velké oči, které jsou „uhelně červené“ a působí lidsky navzdory tomu, že mohou být zrovna ve zvířecí podobě. Jiní členové kmene zas uvedli, že skinwalkeři vypadají jako lidé s psími hlavami a pokuřují tabák.

## Rodina Myersových
Prvními osadníky v této oblasti byla rodina Myersových, která zde usadila roku 1905 a začala s budováním několika menších budov, které se staly základem pro ranč. Později byla původní usedlost opuštěna a Myersovi si nechali postavit nový domov na východní straně ranče. Tam se následně zabydlel Kenneth John Myers s jeho manželkou Edith Myersovou až do roku 1987. Během této doby někteří jejich sousedé hlásili zprávy o podivných událostech, nicméně samotní Myersovi nikdy žádnou zvláštnost nenahlásili nebo nespatřili. 
V padesátých letech a dalších desetiletích byla policie v okrsku zahlcena stovkami zpráv o pozorování neidentifikovaných létajících objektů. Zajímavostí je, že tato svědectví nebyla ničím novým, neboť podobná tvrzení zaznamenali už v 17. století ve svých zápisních i Španělé, kteří v nedaleké oblasti pánve Uinta viděli na noční obloze jakási „plavidla“. Popis spatřených objektů se různil. Do hlášení se nejčastěji dostala letadla o velikosti fotbalového hřiště, podivné ohnivé koule a zářící zelená světla, která byla popsána buď jako kulatá, oválná či trojúhelníková. V sedmdesátých letech přijímala dálniční hlídka tolik svědectví o UFO, že vojáci už přestali vyplňovat hlášení o incidentech. Ve stejné době místní farmáři hlásili brutální mrzačení dobytka.

## Rodina Shermanových
Poté, co Myersovi v roce 1987 ranč opustili, zůstal až do roku 1994 neosídlený, než usedlost koupili manželé Terry a Gwen Shermanovi. Pár se zde nastěhoval se svými dětmi a hospodářskými zvířaty. Zde zjistili, že předchozí majitelé z neznámých důvodů umístili zámky na všechny okna i dveře, včetně těch uvnitř domu. K jejich překvapení dokonce i kuchyňské skříňky měly šrouby, aby nešly otevřít. A na obou koncích domu byly do země zabodnuty železné kolíky s řetězy, z čehož Sherman usoudil, že Myersovi chovali agresivní hlídací psy, ale zda skutečně nějaké měli, se neví. Uzamčená okna a dveře si vysvětloval tak, že Myersovi museli být paranoidní a potrpěli si na svou bezpečnost.
Hned v den, kdy se rodina na ranč přistěhovala se jim přihodil první incident. Shermanovi vykládali věci z vozidla, když v tom v dálce zahlédli velké zvíře podobající se vlku nebo kojotovi, které se nezvykle vysokou rychlostí přiblížilo až k ohradě s dobytkem. Stádo rozrušeného dobytka uteklo na druhý konec výběhu, přičemž u jeho plotu zůstalo stát pouze jedno tele. Shermanovi zpočátku měli za to, že zvíře je neškodné, neboť se chovalo klidně a nevrčelo po nich. V tomto domnění Sherman a jeho manželka zavolali i své děti, aby se přišli na zvláštního tvora podívat. Ten se však během chvilky opět s abnormální rychlostí rozběhl k plotu, kde stálo tele, zakousl ho a snažil se ho celé protáhnout ohradními mřížemi. V reakci na to začal Sherman se svým synem tvora surově mlátit, aby tele pustil, avšak bezúspěšně, tudíž se rozhodl sáhnout pro zbraň, kterou mu mezitím přinesl jeho další syn. Sherman na zvíře dvakrát vystřelil revolverem s náboji .357 Magnum. Po výstřelech zvíře tele pustilo, avšak nečekaně se nedalo na útěk, jen klidně stálo a pozorovalo šokovaného Shermana. Ten neváhal a opět vystřelil, přičemž zvíře odklusalo pryč. Muži poté zvíře stopovali asi kilometr a půl, než jeho stopy náhle zmizely. Zvláštní je také fakt, že během stopování nebyla přítomna na šlápotách žádná krev či jiné známky poranění, přestože si byl Sherman jist, že zvíře několikrát zasáhl.
O několik týdnů později se vracela Gwen autem na ranč. Když se blížila domů, narazila uprostřed cesty na vlka, kterého popsala jako atypicky obrovského, jeho záda dosahovala po horní část okna jejího vozidla a měl mít „lidské oči“, které jsou, podle Uteů, u skinwalkerů běžné. Vlka doprovázelo další zvíře podobné psovi, které nedokázala Gwen blíže identifikovat. Jistá si byla pouze tím, že se jednalo o jiné zvíře, než které usmrtilo jejich tele první den na ranči. Tvory chvíli pozorovala a následně s autem z místa odjela. Po těchto dvou událostech si šli Shermanovi ohledně zvířat stěžovat na úřad, kde jim bylo sděleno, že vlci v oblastí nežijí přes 70 let a musí se jednat o kojoty.
Během následujících dvou let Shermanovi i jejich sousedé hlásili, že v oblasti viděli řadu podivných zvířat. Mezi ně patřily druhy mnohobarevných ptáků, které se v regionu původně nevyskytují a také spatřili tmavá vysoká zvířata připomínající bigfoota. Běžně také vídali záhadná světla a létající objekty na obloze, které se podobaly svědectvím z padesátých až sedmdesátých let. Zpravidla poté, co světla zmizela, se stávalo, že přímo Shermanovým nebo sousedům umíral či mizel dobytek. Jedna z mrtvých krav měla zvláštní otvor v levé oční bulvě, zatímco zbytek jejího těla byl zcela nedotčený. Další byla nalezena s podobnými otvory, přičemž první byl také v levé oční bulvě a druhý, asi 15 centimetrů široký a 3 centimetry hluboký, se nacházel v oblasti konečníku. Poslední z mnoha krav viděl Shermanův syn naživu ještě pět minut před její smrtí. Měla téměř 50 centimetrů hlubokou ránu vyčnívající opět z konečníku a zasahující až do oblasti žaludku. Ve všech třech případech nebyla nalezena žádná stopa po krvi nebo predátorech. Na místě byl cítit specifický chemický zápach.
Mimo jevů na obloze a úhynu dobytka si lidé v oblasti stěžovali na hlasité zvuky a „nelidské“ hlasy promlouvající mezi sebou nesrozumitelným jazykem, ty měly znít „tlumeně“, jakoby vycházely z pod půdy. Samotní Shermanovi dále zpozorovali samovolné pohybování a mizení předmětů, tzv. poltergeist. 
Poslední kapka nastala jednoho večera v květnu 1996, kdy Sherman venčil své tři psy. Během venčení zpozoroval, že v poli poblíž farmářského domu levituje jakási zářící modrá koule a poručil svým psům, aby ji pronásledovali. Shermanovi psi po kouli zuřivě štěkali a pronásledovali ji až do křovin, ve kterých psi i koule zmizeli. Sherman potom už jen slyšel jejich kňučení, a když se je pokoušel přivolat zpět, nereagovali. Hned ráno se vydal psy hledat a nedaleko křoví našel jen tři popálené zakulacené kusy masa. Psi už nikdy potom nebyli viděni. Po tomto incidentu se Shermanovi rozhodli o událostech posledních dvou let veřejně promluvit. První zpráva o podivných a neobvyklých incidentech se objevila v novinách Deseret News v Salt Lake City, zanedlouho na to i v týdeníku Las Vegas Mercury jako série článků novináře George Knappa. Po zveřejnění v novinách nabídl Robert Bigelow, milionář a nadšenec do ufologie, rodině Shermanových, že pozemek odkoupí za 200 000 amerických dolarů. Ti jeho nabídku přijali ještě téhož roku a Bigelow zde započal rozsáhlý výzkum. Součástí koupě byla taktéž dohoda o mlčenlivosti ze strany rodiny, která se zapřisáhla, že události na ranči nebude nadále s novináři rozebírat ani o nich veřejně hovořit.

## Robert Bigelow

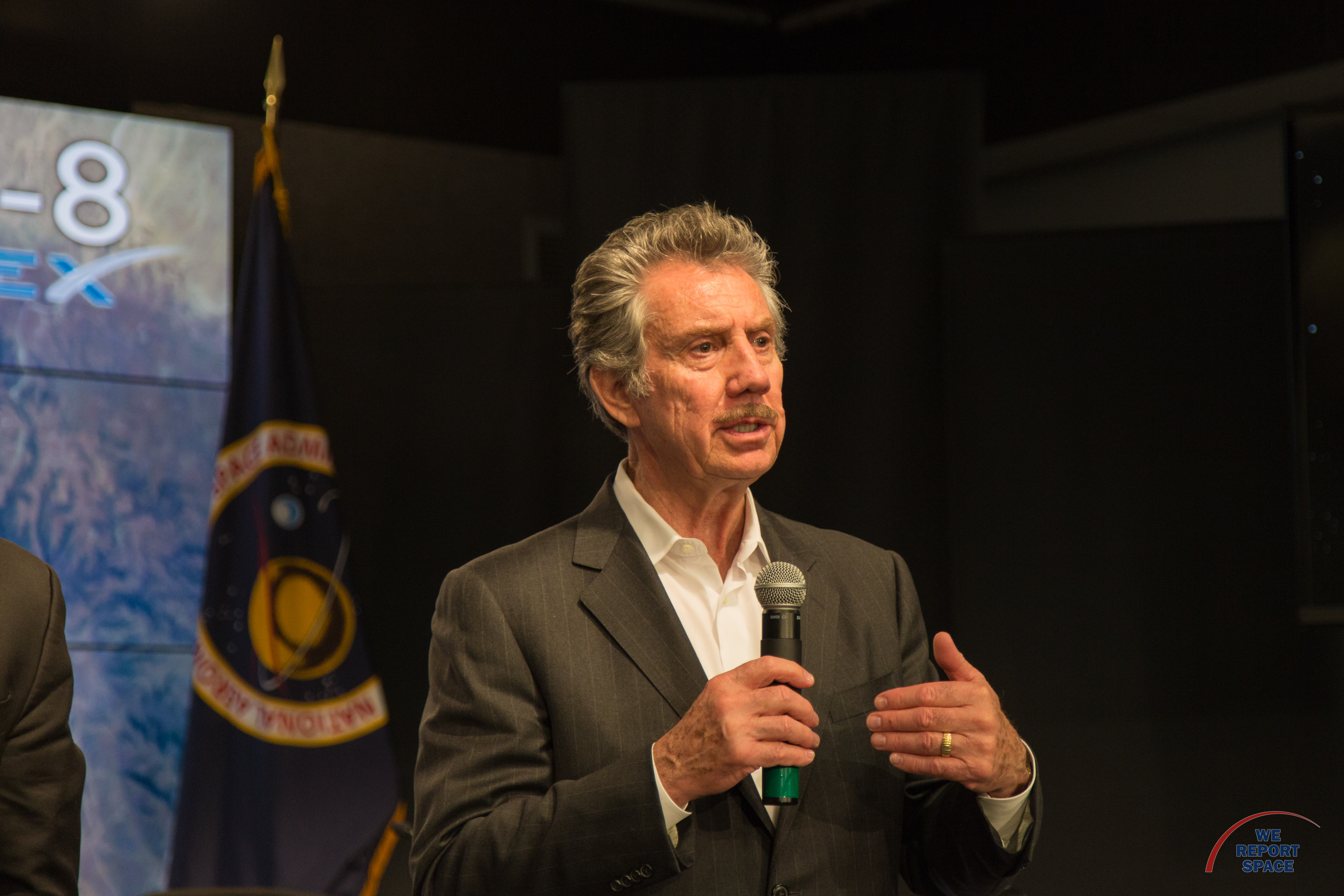
Robert Bigelow

Jakmile Bigelow ranč i pozemek odkoupil, nechal na celé ploše nainstalovat snímací zařízení a sestavil tým odborníků, kteří měli za úkol shromažďovat důkazy, provádět experimenty, vyslýchat svědky a následně paranormální jevy objasnit na „vědecké úrovni“. Vzhledem k tomu, že výzkum abnormalit byl neuspokojivý, Bigelow do svého týmu najal další vědce a správu oblasti svěřil své organizaci Bigelow Aerospace Advanced Space Studies (zkracováno na BAASS), která informace o výzkumu přísně utajovala a usilovala o státní sponzorství. To se ji posléze podařilo získat roku 2007, kdy ministerstvo obrany Spojených států amerických uvolnilo finance na podporu výzkumu a studia neidentifikovaných létajících objektů v Severní Americe, zejména v oblasti ranče.
V následujících letech bylo na tento program utraceno 22 miliónů dolarů a řídil jej vojenský úředník Luis Elizondo. Významným člověkem, který podporoval finanční příspěvky byl Harry Reid, nevadský demokrat v americkém Senátu a dlouholetý přítel Bigelowa, zajímající se o astronomii. Tyto skutečnosti však nebyly veřejnosti známé, dokud neunikly. Posléze je otiskl východoamerický deník The New York Times v roce 2017, načež Luis Elizondo i Harry Reid prohlásili, že publikované informace o financování projektu jsou pravdivé, avšak jeho existenci nepotvrdili ani nevyvrátili zároveň. Tentýž rok přišla Bigelowa organizace o financování z ministerstva obrany, protože vypršela platnost smlouvy a nebyla obnovena z důvodu, že se úředníci obávali o vyzrazení bližších detailů programu a někteří občané by tento krok považovali jako zneužití veřejných finančních prostředků.
Mezitím byl ještě v roce 2016 ranč prodán za údajnou částku 4,5 miliónu dolarů společnosti Adamantium Holdings. Bigelow svůj vědecký tým rozpustil, avšak byl téměř okamžitě nahrazen odborným týmem nových vlastníků. 

## Vlastníci
| Rok            | Majitel                  |
| -------------- | ------------------------ |
| 1934 až 1994   | Kenneth a Edith Myersovi |
| 1994 až 1996   | Terry a Gwen Shermanovi  |
| 1996 až 2016   | Robert Bigelow           |
| 2016 až dodnes | Adamantium Holdings      |